# Omáčka
Omáčka (lidově vomáčka či máčka) je hustá kapalina podávaná k jídlu nebo používaná při jeho přípravě.

## Podrobnosti
Omáčky se nekonzumují samostatně, dodávají totiž pokrmu aroma, vlhkost a vzhled. Latinsky se řekne omáčka salsus (znamená osolený), z čehož je odvozeno toto slovo v mnoha jazycích, např. ve francouzštině a v angličtině. Jedna ze základních omáček je bešamel. Omáčka pro salát se nazývá v hustější formě dresink nebo spíše v řidší formě zálivka. Omáčce určené k namáčení se říká dip, z angličtiny. K dochucování omáček se používají dochucovadla, tekutá i další koření (Maggi, Worcestrová omáčka, sojová omáčka, sladkokyselá omáčka).

## České omáčky k hlavním jídlům

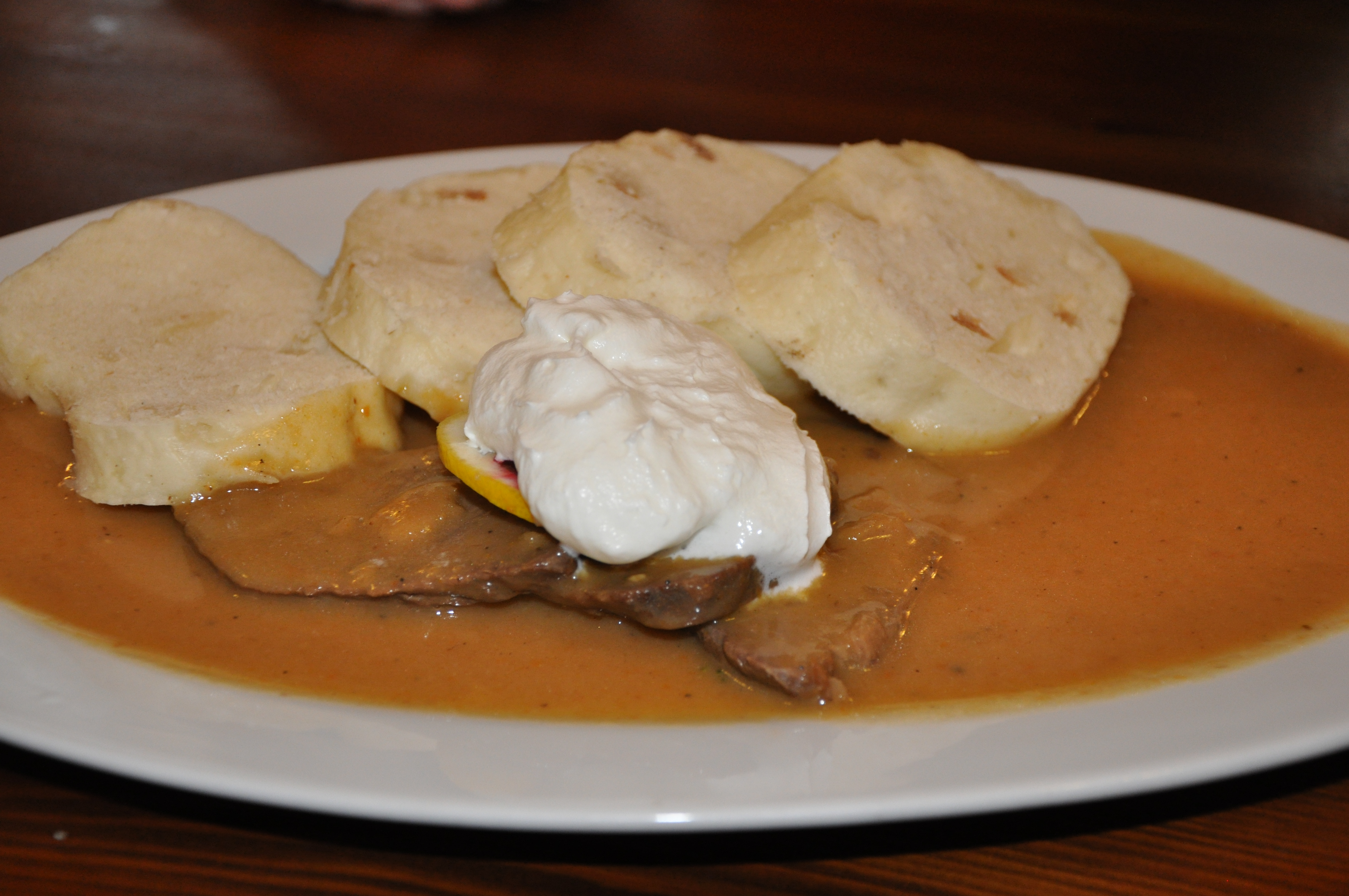
Svíčková se smetanovou omáčkou, knedlíky, masem a šlehačkou

V Česku jsou velmi rozšířené omáčky, které jsou hutné, obsahují maso a dávají se jako doplněk ke knedlíkům či jiné příloze:
- smetanová omáčka
- koprová omáčka
- rajská omáčka
- houbová omáčka
- Znojemská omáčka
- játrová omáčka
- křenová omáčka
- šípková omáčka
- Kapr na černo - černá omáčka
- univerzální hnědá omáčka - UHO
- guláš
- segedínský guláš

## Francouzské omáčky
- bešamelová omáčka
- Holandská omáčka
- Velouté
- rajčatová omáčka
- Španělská omáčka

## Italské omáčky
- Boloňská omáčka - Ragù alla bolognese
- Ragù alla napoletana
- sugo
  - sugo all'amatriciana
  - sugo alla marinara
  - sugo all'arrabbiata
- Pesto alla genovese

## Omáčky k namáčení
- tatarská omáčka
- majonéza
- kečup
- hořčice
- barbecue omáčka - grilovací
- sladkokyselá omáčka
- kari omáčka
- salsa

## Omáčky k dochucování
- sójová omáčka
- Worcestrová omáčka
- rybí omáčka
- sušinoko - japonská
- garum - latinská

## Zálivky a dresinky
- octová zálivka
- French dressing - francouzský dresink
- česnekový dresink